# Scarborough—Guildwood
Pour les articles homonymes, voir Scarborough.
Circonscription électorale fédérale du Canada
Scarboroug—Guildwood est une circonscription électorale fédérale et provinciale en Ontario.

## Circonscription fédérale
La circonscription est située dans le sud de l'Ontario, plus précisément dans la ville de Toronto. Bordée par le lac Ontario, la circonscription englobe le quartier de Guildwood.  
Les circonscriptions limitrophes sont Scarborough-Nord, Scarborough-Centre, Scarborough—Rouge River et Scarborough-Sud-Ouest.  

### Résultats électoraux
|       | Candidat         | Parti        | # de voix | % des voix |
|       | Chuck Konkel     | Conservateur | +11 108,  | 26,5 %     |
|       | (x) John McKay   | Libéral      | +25 167,  | 60,04 %    |
|       | Laura Casselman  | NPD          | +04 720,  | 11,26 %    |
|       | Kathleen Holding | Vert         | +00606,   | 1,45 %     |
|       | Paul Coulbeck    | Marijuana    | +00141,   | 0,34 %     |
|       | Kevin Clarke     | Indépendant  | +00175,   | 0,42 %     |
| Total | Total            | Total        | 41 917    | 100 %      |

|       | Candidat           | Parti        | # de voix | % des voix |
|       | Chuck Konkel       | Conservateur | +13 158,  | 34,39 %    |
|       | (x) John McKay     | Libéral      | +13 849,  | 36,2 %     |
|       | Danielle Ouellette | NPD          | +10 145,  | 26,52 %    |
|       | Alonzo Bartley     | Vert         | +00848,   | 2,22 %     |
|       | Paul Coulbeck      | Indépendant  | +00259,   | 0,68 %     |
| Total | Total              | Total        | 38 259    | 100 %      |

|       | Candidat       | Parti        | # de voix | % des voix |
|       | Chuck Konkel   | Conservateur | +10 768,  | 30,01 %    |
|       | (x) John McKay | Libéral      | +18 035,  | 50,27 %    |
|       | Sania Khan     | NPD          | +05 168,  | 14,41 %    |
|       | Alonzo Bartley | Vert         | +01 905,  | 5,31 %     |
| Total | Total          | Total        | 35 876    | 100 %      |

### Historique
La circonscription de Scarborough–Guildwood a été créée en 2003 à partir des circonscriptions de Scarborough-Sud-Ouest et de Scarborough-Centre.
À la suite du découpage de la carte électorale de 2022, la circonscription est redistribuée dans Scarborough–Guildwood–Rouge Park, Scarborough–Woburn et Scarborough-Sud-Ouest.
| Législature                                                                                 | Années       | Député | Député     | Parti   |
| ------------------------------------------------------------------------------------------- | ------------ | ------ | ---------- | ------- |
| Scarborough—Guildwood issue de Scarborough-Est, Scarborough-Sud-Ouest et Scarborough-Centre |              |        |            |         |
| 38e                                                                                         | 2004–2006    |        | John McKay | Libéral |
| 39e                                                                                         | 2006–2008    |        | John McKay | Libéral |
| 40e                                                                                         | 2008–2011    |        | John McKay | Libéral |
| 41e                                                                                         | 2011–2015    |        | John McKay | Libéral |
| 42e                                                                                         | 2015–2019    |        | John McKay | Libéral |
| 43e                                                                                         | 2019–2021    |        | John McKay | Libéral |
| 44e                                                                                         | 2021–présent |        | John McKay | Libéral |
| dissoute dans Scarborough–Guildwood–Rouge Park, Scarborough–Woburn et Scarborough-Sud-Ouest |              |        |            |         |

## Circonscription provinciale
Depuis les élections provinciales ontariennes du 4 octobre 2007, l'ensemble des circonscriptions provinciales et des circonscriptions fédérales sont identiques.
1. ↑  Élections Canada, « Résultats Élection fédérale canadienne de 2021 », sur https://enr.elections.ca/ElectoralDistricts.aspx?lang=f (consulté le 19 février 2022)
2. ↑  Élections Canada, « Résultats Élection fédérale canadienne de 2019 », sur enr.elections.ca (consulté le 4 novembre 2019).
3. ↑  Élections Canada.